# Историја Гамбије
Први писани записи о овом региону потичу од арапских трговаца у 9. и 10. веку. У средњем веку, регионом је доминирала транссахарска трговина и регионом је владало царство Мали. У 16. веку, овим регионом је владало царство Сонгај. Први Европљани који су посетили реку Гамбију били су Португалци 1445. године, који су покушали да се населе на обалама реке, али није успостављено насеље веће величине. Потомци португалских досељеника остали су до 18. века. У касном 16. веку, енглески трговци су покушали да започну трговину са Гамбијом, извештавајући да је то „река тајне трговине и богатства које су сакрили Португалци“.
Почетком 17. века, Французи су покушали да населе Гамбију, али нису успели. Енглеске експедиције слате су од 1618. до 1621. године, али су резултирале огромним губицима. Трговци Комонвелта Енглеске послали су експедиције у Гамбију 1651. године, али је њихове бродове заробио принц Руперт следеће године. Године 1651. почела је и курландијска колонизација Гамбије, са подизањем утврђења и испостава на неколико острва. Војводство Курландија и Семигалија је остало доминантно све до 1659. године када је њихова имовина предата холандској западноиндијској компанији. Године 1660, Курландијци су обновили посед, али их је следеће године протерала новоформирана Краљевска афричка компанија.
Године 1667. права Краљевске афричке компаније на Гамбију су предата у подзакуп Гамбијским авантуристима, али су касније враћена новој Краљевској афричкој компанији. Године 1677. почела је век и по дуга борба између Енглеза и Француза за превласт над Гамбијом и Сенегалом. Французи су неколико пута заузимали енглеске поседе, али су премаУтрехтском уговору 1713. године, британска права на регион признали Французи. Средином 18. века, Краљевска афричка компанија почела је да има озбиљних финансијских проблема и 1750. године парламент је одузео компанији права у региону. Године 1766. Круна је преузела територију и она је била део колоније Сенегамбија. Године 1783. Сенегамбија је престала да постоји као британска колонија.
Након тога колонија је заправо напуштена. Једини Европљани су били трговци који су постојали у неколико насеља на обалама река. Након завршетка Наполеонових ратова, Александар Грант је послат да поново успостави присуство у Гамбији. Основао је Банџул и британски посед је наставио да расте кроз низ уговора. Уступање Гамбије Француској предложено је крајем 19. века, али је наишло на значајан протест и у Гамбији и у Енглеској. Године 1888, колонија је повратила сопствену структуру власти, а 1894. колонија Гамбија и протекторат су правилно успостављени на начин који ће наставити да држи до независности.
Године 1901. основана су законодавна и извршна већа за Гамбију. Гамбијски војници су се борили у Првом светском рату. Током Другог светског рата, чета Гамбијаца реформисана у пук, посебно се борила у бици за Бурму у последњим годинама рата. Посета Френклина Д. Рузвелта Гамбији 1943. била је прва посета актуелног председника САД афричком континенту. Након рата, темпо реформи се повећао, са економским фокусом на производњу кикирикија и неуспелим програмом живинарског узгоја. Представнички дом је основан 1960. године. Пјер Сар Н'Јие је био главни министар од 1961. до 1962. године, иако је након избора 1962. Давда Џавара постао премијер, чиме је почела доминација Народне прогресивне странке у политици Гамбије у наредних тридесет година. Потпуна унутрашња самоуправа постигнута је 1963. године, а након опсежних преговора, Гамбија је прогласила независност 1965. године.
Гамбија је стекла независност као уставна монархија која је остала део Комонвелта, али је 1970. постала председничка република. Џавара је изабран за првог председника и на овој функцији је остао до 1994. године. Државни удар, који је предводио Кукои Санјанг, покушан је 1981. године, али није успео након интервенције Сенегала. Од 1981. до 1989. Гамбија је ушла у Конфедерацију Сенегамбија, која се распала. Године 1994. Џавара је свргнут у државном удару који је предводио Јаија Џаме, који је две године владао као војни диктатор. За председника је изабран 1996. године и на тој функцији је остао до 2017. године. Гамбија је напустила Комонвелт нација 2013. и претрпела неуспешан покушај државног удара 2014. године. На изборима 2016. године, Адама Бароу је изабран за председника. Џамеово одбијање да се повуче довело је до уставне кризе и интервенције снага Економске заједнице држава западне Европе.

## Рана историја
Могуће је да је картагињански истраживач Ханон Морепловац пловио чак до Гамбије у експедицији у шестом или петом веку пре нове ере.

### Царства Мали и Сонгај
Први проверљиви писани извештаји о региону потичу из записа арапских трговаца, из 9. и 10. века н.е. У средњем веку овим подручјем је доминирала транссахарска трговина. Царство Мали, најпознатије по владару Мандинке народа, Манси Муси, донело је светско признање региону због свог огромног богатства, учености и уљудности. Од раног 13. века, устав Малија, био је закон земље. Северноафрички учењак и путник Ибн Батута посетио је ову област 1352. године и врло похвално је писао о њеним становницима.
Царство Сонгај, названо по народу Сонгај чији је краљ преузео формалну контролу над Царством, почело је да доминира регионом у 16. веку.

## 15. и 16. век
Европско откриће Гамбије почело је у 15. веку, када је португалски принц Хенрик Морепловац кренуо у истраживање. Године 1455. Хенрик је навео Венецијанца по имену Луиз де Кадамосто да поведе један брод у експедицију у потрази за реком. Касније исте године, послао је ђеновљанског трговца по имену Антониото Усодимаре са два брода у исту потрагу. Њих двојица су удружили снаге у близини Зеленортских острва и, држећи се близу обале, лако су пронашли ушће реке Гамбије.
Стигли су на реку Гамбију у јуну 1455. и кренули кратким путем узводно. Поновили су путовање следеће године у мају 1456, настављајући даље узводно и ступајући у контакт са неким од домаћих поглавица. Када су били близу ушћа реке, бацили су сидро на острву где је сахрањен један од њихових морнара, који је претходно умро од грознице. Како се звао Андреј, острво су назвали Острво Сент Андреја.
Након ове експедиције уследили су покушаји Португалије да оснују насеље на обалама реке. Ниједно насеље никада није достигло значајну величину, а многи од досељеника су се венчали са домороцима, задржавајући португалску одећу и обичаје и изјашњавајући се да су хришћани. Заједнице португалског порекла наставиле су да постоје у Гамбији све до 18. века, са португалским црквама у Сан Домингу, Герегији и Танкулару 1730. Даље португалско насеље уз реку било је у Сетуку близу Фататенде. До краја 16. века, Сонгај царство, под сталним нападима Португала, пропало је. Назив Гамбија потиче од португалске речи за трговину, cambio.
Након што је 1580. године женидбом постао краљ Енглеске, Филип II, један број Португалаца је потражио уточиште у Енглеској. Један од ових избеглица, Франсиско Фереира, повео је два енглеска брода у Гамбију 1587. и вратио се са профитабилним товаром коже и слоноваче. Године 1588, Антонио, приор Кратоа, који је имао право на трон Португала, продао је трговцима из Лондона и Девона ексклузивно право трговине између река Сенегала и Гамбије. Ова донација је потврђена добитницима гранта на период од десет година дозволом краљице Елизабете I. Трговци су послали неколико бродова на обалу, али, због португалског непријатељства, нису се усуђивали јужније од Жоала: 30 миља северно од ушћа реке. Они су известили да је Гамбија „река тајне трговине и богатства које су прикрили Португалци“.

## 17. век

### Енглеско истраживање
Године 1612, покушај Француза да се населе у Гамбији завршио се катастрофално због болести која се ширила међу насељеницима. Патентна писма која су додељивала право ексклузивне трговине реком Гамбијом су накнадно поново додељена 1598, 1618. и 1632. другим енглеским авантуристима. Експедицијом 1618. године командовао је Џорџ Томсон и њен циљ је био да отвори трговину са Тимбуктуом. Напустивши своје бродове у Гасану, Томпсон је са малом групом отишао чамцима до реке Нерико. Током његовог одсуства, Португалци су масакрирали посаду његовог брода. Међутим, неки из његове групе успели су по повратку да се пробију копном до Зеленортских острва, а затим до Енглеске. Томсон је остао у Гамбији са седам другова, али га је један од њих убио у изненадној свађи.
У међувремену, стигла је експедиција помоћи из Енглеске под командом Ричарда Џобсона, који је запленио неке португалске бродове као одмазду за масакр у Гасану. Џобсон је такође стигао до Нерикоа и након тога дао веома позитиван приказ комерцијалних могућности реке Гамбије. Током своје експедиције, Џобсон је одбио робове које је понудио афрички трговац Букор Сано. Он је рекао да „смо народ који се није бавио таквим робама, нити смо куповали или продавали једни друге, нити било шта што је имало наше облике“. Хју Томас је његове протесте означио као „изузетне“. Међутим, и његова и Томпсонова експедиција довела је до значајних губитака и касније путовање 1624. показало се потпуним неуспехом. Након губитка од 5.000 фунти, власници дозвола нису више покушавали да експлоатишу ресурсе Гамбије, већ су своју пажњу ограничили на Златну обалу.
Године 1651. Комонвелт Енглеске дао је патент одређеним лондонским трговцима који су те и следеће године послали две експедиције на реку Гамбију и успоставили трговачко место у Бинтангу. Чланови експедиције кренули су до водопада Баракунда у потрази за златом, али неуспешно. Године 1652. принц Руперт од Рајне ушао је у Гамбију са три  брода и заробио пловила власника патента. Након овог тешког губитка, напустили су сваки даљи подухват у Гамбији.

### Курландијска Гамбија и енглески приговор
Јакоб Кетлер, војвода од Курландије, је 1651. године добио од неколико домородачких поглавица острво Светог Андреја и земљиште у Банјон Поинту, Јуфуре и Гасан. Досељеници, трговци и мисионари су послати из Курландије, а утврђења су подигнута на острву Светог Андреја и на Банјон Поинту. Ово је био део периода у историји Курланда у којем су они такође колонизовали Тобаго. Курландијци су веровали да ће им поседовање ових територија омогућити контролу над реком и  наплату путарине свима који су користили тај пловни пут. Подигли су тврђаву изграђену од локалног пешчара, поставили лутеранског пастора и поставили топове на острво тако да командују на оба канала на северу и југу. План је био да се робови продају колонији у Тобагу, али то није успело. Године 1658. Кетлера су Швеђани заробили током рата између Шведске и Пољске. Као последица тога, средства више нису била доступна за одржавање гарнизона и насеља у Гамбији и 1659. агент војводе од Курландије у Амстердаму је склопио споразум са холандском Западноиндијском компанијом којим су војводски поседи у Гамбији предати Компанији.
Године 1660. француски приватник у шведској служби заузео је и опљачкао утврђење на острву Светог Андреја. Холанђани су након тога напустили тврђаву, а Курландијци су обновили посед. Након обнове енглеске монархије 1660. године, интересовање Енглеза за Гамбију је оживело због извештаја о постојању рудника злата у горњем току реке. Нови патент је додељен већем броју људи који су били означени као Краљевска компанија авантуриста у Африци. Најистакнутији међу њима били су Џејмс, војвода од Јорка и принц Руперт. Крајем године, Авантуристи су послали експедицију у Гамбију под командом Роберта Холмса, који је био са принцом Рупертом у Гамбији 1652.
Холмс је стигао на ушће реке почетком 1661. године. Заузео је острво Дог, које је преименовао у Чарлсово острво, да тамо успостави привремену тврђаву. Дана 18. марта 1661. допловио је до острва Светог Андреја и позвао главног официра Курланда да се преда, претећи да ће бомбардовати тврђаву ако се његов захтев игнорише. У гарнизону је било само седам Европљана, а Курландијци нису имали друге него да се покоре. Следећег дана, Холмс је преузео тврђаву, која је преименована у Џејмс тврђава по војводи од Јорка. Холандска Западноиндијска компанија покушала је 1662. да преузме тврђаву. Прво, покушали су да нахушкају староседеоце Баре на Енглезе, друго, понудили су мито одређеним енглеским официрима, и на крају, покушали су да бомбардују тврђаву. Ниједан од ових покушаја није био успешан и Енглези су задржали контролу.

### Контрола трговаца
У међувремену, војвода од Курландије уложио је протест против одузимања његових поседа у време мира. Дана 17. новембра 1664, након преговора о будућности територија, одрекао се у корист Карла II свих захтева на своје афричке поседе и заузврат добио острво Тобаго и право да лично тргује на реци Гамбији. Године 1667. Краљевски авантуристи су своја права између ртова Бланко и Палмаса уступили у подзакуп другој групи авантуриста, који су постали познати као Гамбијски авантуристи. Требало је да експлоатишу реке Гамбију, Сијера Леоне и Шербро. Ова група авантуриста уживала је ова права само годину дана, када су је, по истеку закупа, вратили Краљевској афричкој компанији.
Године 1677. Французи су отели острво Горе од Холанђана. Овим је почео век и по период борбе између Енглеске и Француске за политичку и комерцијалну превласт у регионима Сенегала и Гамбије. До 1681, Французи су стекли малу енклаву у Албреди насупрот острва Џејмс. Осим кратког периода, током којег су их невоље са староседеоцима Баре или непријатељства са Енглеском приморали да привремено напусте ово место, тамо су задржали упориште до 1857.

## 18. век

### Превирања и просперитет афричке компаније
У ратовима са Француском након Славне револуције, тврђава Џејмс је у четири наврата заробљена од стране Француза, 1695, 1702, 1704. и 1708. Међутим, Француска није покушала да трајно заузме тврђаву. Утрехтским уговором 1713. године, Французи су признали право Енглеза на острво Џејмс и њихова насеља на реци Гамбији. Један од резултата ових ратова било је избијање пиратерије дуж западноафричке обале. Енглеска трговина у Гамбији је тешко страдала од пирата. 1725. године, тврђава Џејмс је била у великој мери оштећена случајном експлозијом барута.
Након ових инцидената, Краљевска афричка компанија је имала 20 година просперитета. Фабрике су основане чак уз реку до Фататенде и на другим местима, а обављала се прилично значајна трговина са унутрашњошћу Африке. Ипак, упркос годишњој субвенцији британске владе за одржавање тврђава, Краљевска афричка компанија упала је у озбиљне финансијске потешкоће. Године 1749. утврђено је да је острво Џејмс „у најјаднијем стању“. Следеће године је објављено да је гарнизон у тврђави смањен због болести са око 30 људи на између пет и осам, и да је, пошто су сви официри мртви, обичан војник наследио команду.
До 1750. године, положај је постао критичан и усвојен је акт парламента којим је Краљевска афричка компанија одузела њену повељу и њене тврђаве и насеља уступила новој компанији, коју је контролисао комитет трговаца. Закон је дозволио годишњу субвенцију за одржавање тврђава. Очекивало се да ће то спречити монополистичке тенденције владавине акционарског друштва и истовремено уштедети влади трошкове које доноси стварање колонијалне државне службе.

### Колонија Сенегамбија
Године 1766, утврђење и насеља су одузети овом новом предузећу другим саборским актом и предати Круни. У наредних 18 година, Гамбија је била део колоније Сенегамбија. Седиште владе било је у Сент Луису на ушћу реке Сенегал, а поручник гувернер је именован да преузме контролу над тврђавом Џејмс и насељима у Гамбији. Године 1779. Французи су заузели тврђаву по пети и последњи пут. Овом приликом су тако успешно срушили утврђења да је на крају рата било немогуће обновити их. Осим кратког периода након Наполеонових ратова, када је острво привремено заузела шачица војника као предстража, острво Џејмс је престало да игра било какву улогу у историји Гамбије.
Године 1780, француски приватник Сенегал заробио је четири брода који су били део британског гарнизона у Гореу послат под командом мајора Хоутона да набави грађевински материјал. Сенегал је, заузврат, заробљен од стране Зефира. Године 1783, Сент Луис и Горе су враћени Француској и Сенегамбија је престала да постоји као британска колонија.

### Напуштање
Територија је још једном враћена Краљевској афричкој компанији. Међутим, они нису покушали да управљају Гамбијом. Следећих тридесет година, британски утицај у Гамбији био је ограничен на пословање малог броја трговаца. Ови трговци су оснивали насеља дуж обала река. Међу овим насељима најважнија је вероватно била Пизанија.

## 19. век

### Почетак 19. века
Почетком 19. века, већина насеља на реци Гамбији је била британска. Међутим, на северу је постојало неколико домородачких краљевстава, укључујући Бару, Бур Салум, Јани и Вули. У то време, Бара је имала 200.000 становника, а њен главни град је био Бара Индинг, иако је главно место трговања било Џилифри. Бур Салум је имао 300.000 становника, а северно од њега су била мања краљевства Јани и Вули. Народ Мандинке су били становници сва четири краљевства, која су сва водила значајну трговину са унутрашњошћу Африке.
Године 1807, афричка трговина робљем је укинута актом парламента. У то време, Британци су контролисали Горе. Уз помоћ Краљевске морнарице, гарнизон Горе је уложио напоре да сузбије трговце робљем који су деловали у реци Гамбији, а који су првенствено били Шпанци и Американци. У више наврата, робовласници су пружали упорни отпор и Краљевски афрички корпус је претрпео неколико жртава.

### Британска реколонизација
Париским споразумом 1814. окончан је рат са Французима. Капетан Александар Грант је 23. априла 1816. склопио споразум са краљем Комба којим је острво Св. Марије уступљено Великој Британији. Ту је основао град Банџул. Године 1821, Краљевска афричка компанија је распуштена актом парламента, а Гамбија је стављена под надлежност гувернера Сијера Леонеа, све до 1843. када је постала засебна колонија. Међутим, 1866. године Гамбија и Сијера Леоне су поново уједињене под истом управом.
Британска влада је наставила да проширује своје територијалне аквизиције изван острва Свете Марије склапањем уговора са бројним домаћим поглавицама. Острво Лемејн, 160 миља уз реку, уступљено је Уједињеном Краљевству 1823. године од стране краља Колије и преименован у острво Макарти. Џорџтаун је основан на острву као војна касарна и насеље за ослобођене робове. Краљ Бара је 1826. године уступио  појас од једне миље на северној обали реке Гамбије. Фататенда и околни округ су уступљени 1829. Током 1840. и 1853. године, значајна подручја копна која су се налазила поред острва Свете Марије добијена су од краља Комба за насељавање отпуштених војника Западноиндијских пукова и ослобођених Африканаца. Цесије другог земљишта даље узводно су добијене такође, укључујући Албреду, француску енклаву, која је добијена 1857.

### Консолидација као колонија
Током 1850-их, под вођством Луја Фајдерба, француска колонија Сенегал започела је енергичну експанзију све док практично није прогутала Гамбију. Колонија је за Французе добила значај као могућа трговачка рута, а предложено уступање Гамбије за неки други део западне Африке први пут је разматрано 1861, као и током 1865. и 1866. године. Године 1870. и 1876. су започети преговори између француске и британске владе о томе.
Међутим, предлог је изазвао такво противљење у парламенту и међу разним трговачким телима у Енглеској, као и међу домородачким становницима Гамбије, да британска влада није била у стању да настави са процесом. Године 1888, Гамбија је поново одвојена од Сијера Леонеа и од тог датума до независности је деловала као посебна колонија. Године 1889. постигнут је споразум између француске и британске владе о разграничењу граница Гамбије, Сенегала и Казаманса.
За то време, упркос бројним малим ратовима са староседеоцима, гамбијска влада је успела да закључи низ уговора са поглавицама које су живеле дуж обала реке. Неки од њих су укључивали уступање малих делова територије, али већини је додељена британска заштита. Последњи и најважнији од њих закључен је 1901. са Мусом Молохом, врховним поглаваром Фуладуа. Године 1894. донета је Уредба за бољу управу овим областима која нису уступљена већ само стављена под заштиту британске владе. Одлучено је да није изводљиво управљати овим местима из седишта владе у Банџулу, па су 1895. и наредних година донете уредбе да се ова места ставе под контролу Протектората. Коначно, Уредба о протекторату донесена 1902. године ставила је читаву Гамбију, осим острва Свете Марије, под систем Протектората.

## 20. век

### Ране године
Гамбија је 1901. добила своја извршна и законодавна већа и постепено је напредовала ка самоуправи. Такође 1901. године основана је компанија Гамбија, прва колонијална војна јединица Гамбије. Формирана је као део батаљона Сијера Леоне нових западноафричких граничних снага (касне Краљевске граничне снаге западне Африке). Одредбом из 1906. укинуто је ропство.

### Први светски рат и међуратне године
Током Првог светског рата, чета из Гамбије је служила заједно са другим британским трупама у кампањи Камерун, под командом капетана В.Б. Т.урстона, а један број њених војника добио је медаље за храброст.
Године 1920. формиран је Национални конгрес Британске Западне Африке, организација која је радила на афричкој еманципацији, са Едвардом Френсисом Смолом као јединим делегатом. Вратио се и основао Гамбијску секцију Конгреса, чији је главни циљ био постизање изабраног представника у влади Гамбије. Такође је често подносио петиције против непопуларне владине политике. Имао је известан успех, тако што је  основао први гамбијски синдикат, Банџул Трејд Унион, 1929. Међутим, није успео да спречи да његов противник, Оусман Џенг, буде именован у Законодавни савет 1922. и поново 1927. године.
Године 1932. Смол је основао Удружење пореских обвезника како би се супротставио непопуларној политици Ричмонда Палмера, гувернера, и конзервативних елемената гамбијске политике. До краја 1934. Удружење је освојило сва места у Већу градског округа Банџул, али његов наследник Саветодавно градско већа Банџула, међутим, није имало представника у Законодавном већу.

### Други светски рат
Током Другог светског рата, чета из Гамбије је од 1941. године постала Гамбијски пук, јачине два батаљона. Борио се у кампањи за Бурму.
У Гамбији су се налазиле 55 британских општих болница од 1941. до 1942. године, 40 британских општих болница од 1942. до 1943. и 55 британских општих болница поново од 1945. до 1946. Током Другог светског рата, Гамбија је такође формирала помоћну полицију, која је, између осталог, помогла у спровођењу замрачења у Банџулу. И широм Гамбије изграђена су многа склоништа за ваздушне нападе. Године 1943, Френклин Д. Рузвелт, председник Сједињених Држава, зауставио се преко ноћи у Банџулу на путу до и са конференције у Казабланки. Ово је била прва посета афричком континенту од стране актуелног америчког председника. Посета је учврстила његове ставове против британске колонијалне владавине. Згрожен, какав је био, сиромаштвом и болешћу који су тамо били присутни, писао је Черчилу описујући ту територију као „паклену рупу“.

### Послератна реформа
После Другог светског рата темпо реформи је убрзан. Привреда Гамбије, као и других афричких земаља у то време, била је веома оријентисана на пољопривреду. Ослањање на кикирики је постало толико снажно да је чинио скоро цео извоз, чинећи привреду рањивом. Кикирики су били једина роба која је подлегла извозним царинама; ове извозне царине су довеле до илегалног кријумчарења производа у француски Сенегал. Учињени су покушаји да се повећа производња друге робе за извоз: Гамбијски живинарски програм коју је покренула Colonial Development Corporation имала је за циљ производњу двадесет милиона јаја и милион фунти обрађене живине годишње. Услови у Гамбији су се показали неповољним и тифус је убио већи део пилећег фонда, што је изазвало критике корпорације.
Река Гамбија је била главни пут пловидбе и транспорта у унутрашњости, са луком у Банџулу. Путна мрежа је углавном била концентрисана око Банџула, док су преостале области углавном биле повезане земљаним путевима. Једини аеродром је био у Јундуму, изграђен у Другом светском рату. После рата је коришћен за путничке летове. И British South American Airways и British Overseas Airways Corporation су обављали летове, али прва се преселила у Дакар, који је имао бетонску писту. Аеродром је обновљен 1963. године и зграда се и данас користи.
Уставом из 1960. године створен је делимично изабран Представнички дом, са 19 изабраних чланова и 8 које бирају шефови. Овај устав се показао мањкавим на изборима 1960. када су се две главне странке изједначиле са по 8 места. Уз подршку неизабраних шефова, Пјер Сар Н'Јие из Уједињене партије именован је за главног министра. Давда Џавара из Народне прогресивне партије дао је оставку на место министра образовања, што је изазвало уставну конференцију коју је организовао државни секретар за колоније.
Уставна конференција је утрла пут за нови устав који је дао већи степен самоуправе и Представнички дом са више изабраних чланова. Избори су одржани 1962. године, а Џаварина прогресивна партија је обезбедила већину изабраних места. Према новим уставним аранжманима, Џавара је именован за премијера: положај који је обављао све док није укинут 1970. године. После општих избора 1962. године, пуна унутрашња самоуправа је додељена следеће године.

### Независна Гамбија
На уставној конференцији у јуну 1964. између британске и гамбијске делегације је договорено да ће Гамбија постати независна држава 18. фебруара 1965. године. Договорено је да краљица Елизабета II остане шеф државе, а да ће извршна овлашћења у њено име вршити генерални гувернер. Дана 18. фебруара, принц Едвард, војвода од Кента, у име краљице, званично је дао независност земљи, а премијер Џавара је представљао Гамбију. Постала је 21. независна чланица Комонвелта.
Након споразума између британске и гамбијске владе у јулу 1964, Гамбија је стекла независност 18. фебруара 1965. као уставна монархија у оквиру Комонвелта.

### Џавара ера
Дана 24. априла 1970, Гамбија је постала република у оквиру Комонвелта, након другог референдума, са премијером Сир Давдаом Каираба Џаваром као шефом државе.
Релативна стабилност ере Џавара први пут је нарушена покушајем државног удара 1981. Пуч је предводио Кукои Самба Санјанг, који је у два наврата безуспешно тражио изборе у парламенту. Након недељу дана насиља у којем је погинуло неколико стотина људи, Џавара је у Лондону када је напад почео, апеловао на Сенегал за помоћ. Сенегалске трупе су победиле побуњеничке снаге.
Након покушаја државног удара, Сенегал и Гамбија потписали су Уговор о Конфедерацији 1982. Настала је Конфедерација Сенегамбије; имала је за циљ да на крају споји оружане снаге две државе и да уједини њихове економије и валуте. Гамбија се повукла из конфедерације 1989.
До војног удара у јулу 1994. године, Гамбију је водио председник Џавара, који је пет пута реизабран.

### Џамеова ера
У јулу 1994. Јаија Џаме је предводио државни удар којим је свргнута Џаварина влада. Између 1994. и 1996. Џаме је владао као шеф Привременог владајућег савета Оружаних снага и забранио опозиционе политичке активности. Након уставног референдума у августу, одржани су председнички и парламентарни избори. Џаме је положио заклетву као председник 6. новембра 1996. године.
Џаме је победио и на изборима 2001. и 2006. и 2011. године. Народна Република Кина прекинула је везе са Гамбијом 1995. године након што је ова успоставила дипломатске везе са Републиком Кином (Тајван). Гамбија је била изабрана за не-стално место у Савету безбедности Уједињених нација од 1998. до 1999. године.
2. октобра 2013, министар унутрашњих послова Гамбије је најавио да ће Гамбија одмах напустити Комонвелт нација, наводећи да „никада више неће бити део неоколонијалне организације.“ 
У децембру 2014. покренут је покушај државног удара да се свргне председник Џаме.

### Пад Џамеа и враћање демократије
На председничким изборима 2016. изненађујуће је победио опозициони кандидат Адама Бароу, који је победио Џамеа са 43,3% гласова. Међутим, Џаме је одбио да призна резултате избора и одбио је да напусти функцију; уместо тога је прогласио ванредно стање. Бароу је напустио земљу и побегао у Сенегал, где је положио заклетву као нови председник у амбасади Гамбије у Дакару 19. јануара 2017.
Истог дана ECOWAS је покренуо војну интервенцију у Гамбији како би насилно уклонио Џамеа са власти; овај потез је одобрио Савет безбедности Уједињених нација Резолуцијом 2337. Дана 21. јануара 2017. Џаме је објавио да се повукао са места председника и отишао у егзил у Екваторијалну Гвинеју. Бароу се вратио у Гамбију и званично преузео дужност 27. јануара 2017.

### Бароу ера
Дана 6. априла 2017. одржани су парламентарни избори на којима је победила Бароуова Уједињена демократска партија са 37,47% и 31 од 53 места у Народној скупштини.
Гамбија се званично поново придружила Комонвелту 8. фебруара 2018.
4. децембра 2021, председник Гамбије Адама Бароу поново је изабран на председничким изборима. Опозициони кандидати одбили су резултате због неутврђених неправилности.

### Цитати
1. ↑  Harden, Donald (1971) [First published 1962]. The Phoenicians. Harmondsworth: Penguin Books.
2. ↑  Gray, стр. 5
3. ↑  Annual Report on the Social and Economic Progress of the People of The Gambia (PDF). Bathurst: HM Stationery Office. 1938. стр. 1—10.
4. 1 2 3 4 5 6 7 8 9 10 11 12 13 14 15 16 17 18 19 20  Annual Report on the Social and Economic Progress of the People of The Gambia (PDF). Bathurst: HM Stationery Office. 1938. стр. 1—10.
5. ↑  Atlas Obscura
6. 1 2  Gray, J.M (1940). The History of the Gambia. London: Cambridge University Press. ISBN 978-1-107-51196-5.
7. 1 2  Thomas, стр. 175
8. ↑  Thomas, стр. 337
9. ↑  Montgomery, стр. 222
10. 1 2  Reeve, стр. 91–94
11. ↑  Commonwealth and Colonial Law by Kenneth Roberts-Wray, London, Stevens, 1966. Pp. 782-785.
12. ↑  Chamberlain, M.E. (1974). The Scramble for Africa. London: Longman. стр. 49.
13. ↑  Chamberlain, M.E. (1974). The Scramble for Africa. London: Longman. стр. 49.
14. ↑  „In the run-up to the duration of World War II, The Gambia direct”. The Point. 5. 1. 2010. Приступљено 1. 4. 2017.
15. ↑  „Locations of British General Hospitals during WW2”. Scarlet Finders. Приступљено 1. 4. 2017.
16. ↑  Meredith, Martin (2005). The State of Africa: A History of Fifty Years of Independence. London: Free Press. стр. 9. ISBN 9780743232227.
17. ↑  „Hansard HC Deb 25 March 1959, vol 602, cols 1405–1458”. Архивирано из оригинала 10. 11. 2017. г. Приступљено 25. 02. 2023.
18. ↑  „Hansard HC Deb 13 March 1951, vol 485, cols 1317–1375”. Архивирано из оригинала 11. 10. 2020. г. Приступљено 25. 02. 2023.
19. ↑  „Yundum”. Britannica Online encyclopedia. Приступљено 10. 8. 2012.
20. ↑  „Hansard HC Deb 29 January 1947, vol 432, cols 202”. Архивирано из оригинала 05. 03. 2016. г. Приступљено 25. 02. 2023.
21. ↑  „History of the Independence Movement”. Gambia Information Site. 10. 8. 2012.
22. ↑  Jawara, Sir Dawda (2009). Kairaba. Alhagie Sir Dawda Jawara. ISBN 978-0956396808.
23. ↑  Darboe, стр. 132
24. ↑  „UK regrets The Gambia's withdrawal from Commonwealth”. BBC News. 3. 10. 2013. Приступљено 4. 10. 2013.
25. ↑  Rice, Andrew (21. 7. 2015). „The reckless plot to overthrow Africa's most absurd dictator”. The Guardian. Приступљено 21. 7. 2015.
26. ↑  „Troops enter the Gambia after Adama Barrow is inaugurated in Senegal”. The Guardian (на језику: енглески). 19. 1. 2017.
27. ↑  „New Gambian president Adama Barrow returns home to joyous scenes”. The Guardian (на језику: енглески). 26. 1. 2017.
28. ↑  (http://www.hydrant.co.uk), Site designed and built by Hydrant. „The Gambia rejoins the Commonwealth | The Commonwealth”. thecommonwealth.org (на језику: енглески). Приступљено 2018-08-05.
29. ↑  Felix, Bate; Saine, Pap (5. 12. 2021). „Gambian President Barrow wins re-election; opposition cries foul”. Reuters (на језику: енглески).